# 야마촌 (오카야마현)
야마촌(山村)은 오카야마현 시쓰키군에 있던 촌이다. 현재의 이바라시에 해당한다.